# (17062) Bardot
(17062) Bardot (1999 GR8) – planetoida z grupy pasa głównego asteroid okrążająca Słońce w ciągu 5,58 lat w średniej odległości 3,14 j.a. Odkryta 10 kwietnia 1999 roku.